# Sri Lanka en los Juegos Paralímpicos de Atenas 2004
Sri Lanka estuvo representada en los Juegos Paralímpicos de Atenas 2004 por seis deportistas masculinos. El equipo paralímpico esrilanqués no obtuvo ninguna medalla en estos Juegos.